# Perdiu boreal
La perdiu d'Escandinàvia (Lagopus lagopus), també coneguda com a lagòpede comú, és una espècie d'au gal·liforme de la família Phasianidae àmpliament distribuïda per Amèrica del Nord i Euràsia, especialment en els boscos de bedoll i la tundra.
Se'n coneixen 19 subespècies:
- Lagopus lagopus alascensis - Alaska.
- Lagopus lagopus alba - tundra del nord de Yukon i centre de la Colúmbia Britànica al golf de Sant Llorenç.
- Lagopus lagopus alexandrae - península d'Alaska al nord-est Colúmbia Britànica.
- Lagopus lagopus alleni - Terranova
- Lagopus lagopus birulai - illes de Nova Sibèria.
- Lagopus lagopus brevirostris - muntanyes Altai i Sayan.
- Lagopus lagopus kamtschatkensis - Kamchatka i Kurils.
- Lagopus lagopus koreni - Sibèria a Kamtxatka.
- Lagopus lagopus kozlowae - oest de Mongòlia (muntanyes Tanmu-Ola-ona, Khangai i Kentei).
- Lagopus lagopus lagopus - Escandinàvia i nord de Rússia.
- Lagopus lagopus leucoptera - illes àrtiques del nord del Canadà i zones adjacents del sud de l'illa de Baffin.
- Lagopus lagopus maior - estepes del sud-oest de Siberia i nord del Kazakhstan.
- Lagopus lagopus muriei - est Illes Aleutianes i Kodiak.
- Lagopus lagopus okadai - Sikhoté-Alín.
- Lagopus lagopus rossica - països bàltics al centre de Rússia.
- Lagopus lagopus sserebrowsky - est de Sibèria (llac Baikal al Mar d'Okhotsk i muntanyes Sikhote Alin.
- Lagopus lagopus ungavus - nord de Quebec i nord de Labrador
- Lagopus lagopus variegata - costes de Noruega (illes davant el fiord Trondheim).
- Perdiu d'Escòcia (Lagopus lagopus scoticus) - Illes Britàniques.